# MÄR
MÄR: Märchen Awakens Romance é uma popular série de mangá criada por Nobuyuki Anzai - o criador de Flame of Recca. O Anime da série, intitulado 'MÄR - MÄR Heaven -' ('MÄR - メルヘヴン -',  'MÄR - Meru-Hevun -') foi concluído no Japão com 102 episódios pelos canais da TXN Network. (No Japão, o mangá é apenas chamado por 'MÄR' enquanto que o anime por 'MÄR - MÄR Heaven -'). MÄR é simplesmente único pelo conto de fadas o qual a série tem como fundo. MÄR é também um acronismo para Märchen, significando este 'Conto de Fadas' em Alemão. A VIZ Media comprou os direitos de transmissão, sendo exibido como parte da Toonami Jetstream, um serviço online da Cartoon Network.

## História
O ser humano vive de seus sonhos. O jovem Ginta não poderia ser diferente, embora desacreditado por todos, exceto sua amiga Koyuki, sobre um mundo de fantasias no qual ele seria um herói. Até que após um dia normal de aula, abre-se diante dele um portal para este mundo de sonhos.

## Enredo
Toramizu Ginta  é um estudante de 14 anos de idade, que é retratado como um típico nerd e com baixo desempenho entre os alunos. Um dia, sem aviso, ele se encontra convocado para o mundo misterioso de MÄR-Heaven, que ele só tinha visto antes em seus sonhos. Neste mundo de conto de fadas, a fraqueza física de Ginta é substituída com uma força física superior, bem como uma incrível resistência.
Após o encontro com uma bruxa misteriosa chamada Dorothy, Ginta é apresentado aos acessórios mágicos poderosos e armas chamados "ÄRMs" (pronuncia-se ar-um). Dorothy tinha o plano de roubar o misterioso ÄRM Babbo de uma caverna cheia de armadilhas onde estava guardado, assim, leva Ginta junto para ajudá-la, intrigada por sua força e habilidades incomuns. Babbo é revelado como sendo um   ÄRM muito especial e único, como ele possui uma vontade própria e capacidade de falar. Descontente com o que ela encontrou, Dorothy deixa Babbo para Ginta de uma vez, deixando um aviso de que outros irão tentar roubar Babbo dele.
Ele continua em uma viagem de descoberta, divertindo-se com este novo mundo, mas quando ele encontra o fazendeiro Jack e sua mãe ele acha que se perdeu do mundo real. Então, Ginta resolve encontrar uma maneira de  voltar para casa, enquanto desfruta de MÄR como pode ao longo do caminho. Nessa aventura, Jack junta-se a ele.
No entanto, não demora muito para que Ginta descubra que o mundo de MÄR-Heaven não é tão pacífica quanto parece, já que ele é atacado por ladrões que pretendem roubar Babbo. Após encontrar Alviss, a pessoa que o chamou usando um ÄRM conhecido como "Monban Pierrot", ele descobre os sinistros "Chess no Koma", que há seis anos, tentaram dominar MÄR-Heaven. Alviss revela que ele fez isso para ganhar a ajuda de um 'forasteiro' na guerra que se aproxima, como foi feito na guerra anterior.
Ganhando dois aliados e inimigos, a série segue com Ginta lutando contra os Chess no Koma e seu líder Phantom nos War Games.

### Jogos de Guerra
- Primeira Rodada - Castelo de Regenliev

Alviss vs Leno - vitória de Alviss
Jack vs Pano - vitória de Pano
Ginta vs Garon - vitória de Ginta
- Segunda Rodada - Deserto

Snow vs Fuhgi - vitória de Snow
Nanashi vs Loco - vitória de Loco
Dorothy vs Maira - vitória de Dorothy (Maira morreu)
- Terceira Rodada - Vulcão

Alan vs Ali Baba - vitória de Alan (Ali Baba morreu)
Jack vs Pano - vitória de Jack
Snow vs Mr. Hook - vitória de Mr. Hook
Ginta vs Kanocchi - vitória de Ginta (Kanocchi morreu)
Alviss vs Rolan - vitória de Rolan
- Quarta Rodada - Gelo

Alviss vs Mr. Hook - vitória de Alviss (Mr. Hook morreu)
Jack vs Kolekkio - vitória de Jack (Kolekkio morreu)
Dorothy vs Avuruutu - vitória de Dorothy (Avuruutu morreu)
Nanashi vs Aqua - empate (Aqua morreu)
Ginta vs Gillom - vitória de Ginta
Dorothy vs Rapunzel - vitória de Dorothy (Rapunzel morreu após a sexta rodada)
- Quinta Rodada - Deserto

Snow vs Emokis - vitória de Snow
Alviss vs Hamelin - vitória de Alviss
Jack vs Candice - empate
Ginta vs Ash - Vitória de Ginta
Nanashi vs Galian - vitória de Nanashi
- Sexta Rodada - Cogumelos

Alan vs Chaton - vitória de Chaton
Alviss vs Kouga - vitória de Alviss
Dorothy vs Pinocchio - vitória de Dorothy
Snow vs Magical Roe - vitória de Magical Roe
Ginta vs Ian - vitória de Ginta
- Sétima Rodada - Castelo de Regenliev

Jack vs Vidar - vitória de Jack
Alviss vs Rolan - vitória de Alviss
Dorothy vs Kimera - vitória de Dorothy
Alan vs Halloween - vitória de Alan
Nanashi vs Peta - vitória de Nanashi (Peta morreu)
Ginta vs Phantom - vitória de Ginta

## Personagens

### Time MÄR
- Ginta Toramizu

Protagonista da história que sempre sonhou com um mundo de aventuras, até que foi, misteriosamente, levado para um para salvá-lo de terríveis ameaças.
ÄRMs: Baboo
```
      Versão 1A - Martelo (Arma)
      Versão 1B - Adaga (Arma)
      Versão 2  - Lançador de Bolhas (Arma)
      Versão 3  - Gargoyle (Guardião)
      Versão 4  - Alice (Sagrado)
      Versão 5  - Almofada Gelatinosa (Tipo desconhecido)
      Versão 6 - Gato De Botas (Guardião)
```

- Princesa Snow

Princesa do Reino de Lestava, foi salva por Ginta e, desde então, apaixonou-se por ele. Tem muito ciúmes das atitudes de Dorothy com Ginta.
ÄRMs: Boneco de Neve (Guardião), Terra Gelada (Natureza), Anel de Gelo (Arma), Undine (Guardião), Pingente de Gelo (Natureza)
- Jack

Morava com a mãe até que Ginta o ajudou a livrar-se da ameaça dos Irmãos Loupgarous.
ÄRMs: Pá de Batalha (Natureza), Feijôes da Terra (Natureza), Cogumelos Mágicos (Natureza), Mehytos (Guardião), Kikagokufore (Guardião)
- Dorothy

Feiticeira misteriosa que aproximou-se de Ginta para roubar Baboo, mas depois decidiu acompanhá-lo em suas aventuras. É muito parecida com a Rainha dos Peças de Xadrez.
ÄRMs: Anel Armadura (Guardião), Anel Adaga (Arma), Leão Voador (Guardião), Cão da Chuva (Guardião), Vassoura de Zéfiro (Natureza), Colcha de Retalhos (Guardião)
- Alan

Poderoso guerreiro que participou dos Jogos de Guerra anteriores ao lado de Danna. Possui uma rixa com Halloween por este ter lançado uma maldição que o faz trocar de corpo com um cachorro.
ÄRMs: Portão do Treinamento (Dimensão), Golem de Pedra (Guardião), Merilo (Guardião), Bumol (Guardião), Martelo de Ar (Dimensão), Chama de Dragão (Natureza), Cólera Santa (Guardião)
- Alviss

Foi ele o responsável por trazer Ginta para o Mär-Heaven. Quando pequeno foi amaldiçoado por Phantom e possui uma ligação com Rolan, dos Peças de Xadrez.
ÄRMs: Palhaço Porteiro (Dimensão), Pássaro Engaiolado (Trevas), 13 Totens (Arma), Caveira Selante (Trevas), Gardes (Arma), Á Bao A Qu (Guardião)
- Nanashi

Ladrão líder de Luberia, ele é especialista em golpes elétricos e pretende vingar-se do responsável pela destruição do seu reino e pela morte de vários amigos, causada por Peta, dos Peças de Xadrez.
ÄRMs: Andata (Dimensão), Olho Elétrico (Natureza), Lança Grifo (Arma), Mil Agulhas (Arma), Gymnote (Guardião), Aegis (Guardião)

### Peças de Xadrez

#### Classe: Rei
- Orbe Malígno de Caldia

Junto com Diana, pretende dominar Mär-Heaven e o mundo de Ginta.
ÄRM: Fênix (Natureza), Rodas Crescentes (Arma), uma espada sem nome (Arma), um ÄRM explosivo (Natureza), Tiamat (Guardião).

#### Classe: Rainha
- Diana

Era casada com o Rei de Lestava, sendo madrasta de Snow e irmã de Dorothy. Seu objetivo é dominar Mär-Heaven e o mundo de Ginta.
ÄRM: Cajado Euros (Arma), Rainha Vibrante (Natureza), Impulso de Ar (Natureza), Buraco (Dimensão), Anel do Fim (Único), Polvo (Guardião), Dragão de Ar (Natureza), Cérbero (Guardião)< Dália (Único).

#### Classe: Cavaleiro
- Phantom

Posição: Cavaleiro 01
Foi ressussitado por seus antigos companheiros para liderar os Peças de Xadrez mais uma vez.
ÄRM: Allumage (Único), Vidro Fantasma (Único), Infinidade de Almas (Fantasma), Lêmures (Guardião), Dragão Morto (Guardião), mais oito guardiões sem nome.
- Halloween

Posição: Cavaleiro 02
Figura sinistra que empatou a última luta contra Alan.
ÄRM: Mão em Chamas (Natureza), Antares (Natureza), Napalm Mortal (Arma), Gostosuras ou Travessuras (Guardião), Chuva de Túmulos (Trevas), Adaga Cruz (Arma), Igneel (Trevas), Wakantanka (Guardião)
- Peta

Posição: Cavaleiro 03
Segundo mais forte do grupo, é um personagem sádico.
ÄRM: Anel Espelho Mágico (Dimensão), Foice da Morte (Arma), Corpo de Sangue (Natureza), Refletor das Trevas (Dimensão), Seringa de Sangue (Único), Canhão do Abismo (Fantasma), Garra de Piropo (Fantasma), Olho Cadáver (Guardião)
- Kimera

Posição: Cavaleiro 04
Figura sinistra com garras afiadas que derrotou Gaira na fase eliminatória dos Jogos de Guerra.
ÄRM: Uivo Demoníaco (Fantasma), Mão de Ogro (Fantasma), Cauda Fantasma (Fantasma), Quimera (Guardião)
- Rolan

Posição: Cavaleiro 05
Apesar de não parecer ameaçador, fez um combate terrível contra Alviss na terceira rodada dos Jogos de Guerra.
ÄRM: Cubos de Pedra (Natureza), Serpente de Magma (Guardião), Florete-Chicote (Arma), Asas de Anjo (Natureza), Cockatrice (Guardião)
- Vidar

Posição: Cavaleiro 06
Assim como Jack, é usuário de ÄRM tipo planta.
ÄRM: Canhão de Sementes (Arma), Bombas Gramas (Natureza), Yggdrasill (Natureza), Campo Mortal (Natureza), Galho de Cobra (Guardião), Pássaro de Árvore Seca (Guardião)
- Magical Roe

Posição: Cavaleiro 08
Comandado de Diana que enganou Snow desde a infância e a seqüestrou a pedido da Rainha.
ÄRM: Bola de Lâminas (Arma), Roda de Chamas (Natureza), Leão de Sabão (Natureza), Soldados de Cartas (Guardião), Medalhão da Imitação (desconhecido), Pesadelo (Guardião)
- Galian

Posição: Cavaleiro 09
Apareceu nas sombras a pedido de Phantom para enfrentar Nanashi.
ÄRM: Corda Mágica (Arma), Discos Elétricos (Arma), Penas Elétricas (Arma), Torpedine (Guardião)
- Ash

Posição: Cavaleiro 10
Guerreiro com uma máscara de caveira que adora crianças.
ÄRM: Partes Divididas (Dimensão), Sombra Tridimensional (Guardião), Espaço Psíquico (Dimensão), Bomba Ambulante (Arma), Death (Guardião)
- Candice

Posição: Cavaleiro 11
Apareceu no início quando Phantom foi ressuscitado, mas só envolveu-se em combate na quinta batalha.
ÄRM: Garras de Pedra (Natureza), Troca de Espaço (Dimensão), Presas de Pedra (Natureza), Esmagamento de Pedra (Natureza), Medidor de Benção (Guardião), Grande Pedra (Arma), Górgona (Guardião)
- Pinokion

Posição: Cavaleiro 12
Boneco criado por Diana para ser um dos cavaleiros dos Peças de Xadrez.
ÄRM: Lâminas de Serra (Arma), Mãos Cabeadas (Arma), Fastitocalon (Guardião)
- Rapunzel

Posição: Cavaleiro 13
Irmã de Gillom, é uma mulher sádica capaz de matar até mesmo companheiros de equipe. Seu cabelo lembra uma furadeira.
ÄRM: Espinhos de Gelo (Natureza), Sanduíche de Espinhos (Natureza), Mestra dos Cabelos (Natureza)
- Kohga

Posição: Cavaleiro 14
Cavaleiro mais fraco e dono de uma cara horrenda que odeia pessoas bonitas.
ÄRM: Estrela Gigante (Arma), Areia Infernal (Dimensão), Centopéia (Arma), Cortina de Fumaça (Natureza), Sapo Kung-Fu (Guardião)

#### Classe: Bispo
- Chaton

É um dos três bispos mais fortes.
ÄRM: Garras Paranormais (Arma), Capim Rabo de Gato (Natureza), Buruu (Guardião), Onda Miau-Miau (Arma)
- Hamerun

É um dos três bispos mais fortes.
ÄRM: Flauta da Alma (Trevas), Trompa Encantadora (Arma), Borino (Guardião)
- Emokis

Inimiga gorda e feia que fica mais forte a medida em que se alimenta. É um dos três bispos mais fortes.
ÄRM: Dandalsia (Guardião), Previsão de Flores Explosivas (Natureza), Casa de Doces (tipo desconhecido)
- Aqua

Após enfrentar e empatar com Nanashi na quarta batalha, foi morta por Gillom já que Rapunzel não podia matá-la.
ÄRM: Akkozinha (Guardião), Supikara (Natureza)
- Avuruutu

Após ter sido facilmente derrotado por Dorothy, foi executado por Rapunzel.
ÄRM: Sheraki (Arma)
- Garon

Pai de Pano e Leno, foi o primeiro a ser derrotado pelo Gargoyle.
ÄRM: Usuário de ÄRM não nomeado com capacidade de aumentar força de ataque e defesa.
- Gillom

Moleque violento usuário de ÄRM tipo gelo e que foi derrotado por Ginta na quarta rodada.
ÄRM: Terra Gelada (Natureza), Egola (Guardião), Grande Terra Gelada (Natureza), Crevasse (Natureza)
- Kanocchi

Peça de Xadrez que só está lutando por adorar batalhar. Seu ÄRM foi anulado pela versão 4 do Baboo(Alice).
ÄRM: Corpo de Vela (Trevas)
- Kolekkio

Enfrentou Jack na quarta rodada, mas acabou sendo outra vítima do sadismo de Rapunzel.
ÄRM: Boneca Lerda (Trevas), Martelo Mágico (Arma)
- Maira

Primeiro integrante dos Peças de Xadrez a morrer nos Jogos de Guerra atuais no combate contra Dorothy.
ÄRM: Vácua (Guardião)
- Mr. Hook

Pirata que derrotou Snow na terceira rodada, mas após ser derrotado por Alviss na quarta rodada foi morto por Rapunzel.
ÄRM: Sabre Espiral (Arma), Âncora de Fúria (Arma), Vara de Pescar (Arma), Arpão Piercing (Arma)
- Orco

Inimigo medíocre que perdeu para Nanashi no Lago Subterrâneo e, por isso, foi assassinado por Phantom que não permitia guerreiros fracos ao seu lado..
ÄRM: Usuário de um ÄRM não nomeado com capacidade de endurecer seu corpo.

#### Classe: Torre
- Loco

Jovem sinistra usuária de ÄRM tipo maldição que derrotou Nanashi na segunda rodada.
ÄRM: Negzero (Trevas), Boneco de Palha (Trevas)
- Ali Baba

Guerreiro medíocre derrotado por Alan na terceira rodada.
ÄRM: Gênio da Lâmpada (Guardião)
- Fuhgi

Usuário de ÄRM tipo vento, foi derrotado por Snow na segunda rodada.
ÄRM: Windalf (Natureza)
- Pano

Venceu Jack na primeira rodada, mas foi derrotada pelos cogumelos venenosos na terceira rodada, quando ficou apaixonada por Jack.
ÄRM: Martelo-Bola (Arma)
- Leno

Irmão de Pano, foi derrotado por Alviss na primeira rodada.
ÄRM: Bolas de Chamas (Natureza)
- Bols

Guerreiro fraco que foi derrotado por Ginta no ataque à Caldia.
ÄRM: ÄRMs desconhecidos
- Galia

Guerreiro fraco que foi derrotado por Ginta no ataque à Caldia.
ÄRM: ÄRMs desconhecidos
- Karelin

Guerreiro fraco que foi derrotado por Ginta no ataque à Caldia.
ÄRM: ÄRMs desconhecidos
- Rondo

Guerreiro fraco que foi derrotado por Ginta no ataque à Caldia.
ÄRM: ÄRMs desconhecidos

## Volumes do Mangá
| - 1. (Prólogo) Knockin' on Heaven's Door - 2. Seja Bem-vindo - 3. Baboo - 4. Obter - 5. A Verdadeira Forma de um Cavalheiro | - 6. Jack - 7. Seja Homem - 8. Nada a Temer - 9. A Decisão e a Partida |

| - 10. Ida à Cidade - 11. Alviss - 12. Peças de Xadrez - 13. Eu aposto - 14. Princesa Snow 1: Cachorro Dorminhoco | - 15. Princesa Snow 2: Garota dentro do Gelo - 16. Princesa Snow 3: Primeiro Contato - 17. Princesa Snow 4: Declaração de Guerra - 18. Princesa Snow 5: O Outro Edward - 19. Princesa Snow 6: Sobreposição |

| - 20. Ficarei Forte - 21. Despertando o Poder 1: Portão de Treinamento - 22. Despertando o Poder 2: Insira, Por Favor - 23. Despertando o Poder 3: Versão 1 - 24. Despertando o Poder 4: Portão Inquebrável - 25. Despertando o Poder 5: Sexto Sentido | - 26. Despertando o Poder 6: Despertar - 27. 3 Dias (180 Dias) - 28. O Homem que Espera - 29. Ginta vs Ian - 30. Fim do Treinamento |

| - 31. MÄR - 32. Atravessando o mar - 33. Nanashi - 34. Luta no Lago Subterrâneo 1: Modelo Quebrado - 35. Luta no Lago Subterrâneo 2: Tom - 36. Luta no Lago Subterrâneo 3: O Poder de Nanashi | - 37. Luta no Lago Subterrâneo 4: Versão 3 - 38. Luta no Lago Subterrâneo 5: Gargoyle - 39. Luta no Lago Subterrâneo 6: Hora de Partir - 40. Anúncio através do Luar - 41. Teste |

| - 42. Os Sete Anões - 43. Começam os Jogos de Guerra - 44. Alviss vs Leno - 45. Jack vs Pano - 46. Ginta vs Garon 1 - 47. Ginta vs Garon 2 | - 48. Pai - 49. Rainha - 50. Snow vs Fuhgi 1 - 51. Snow vs Fuhgi 2 - 52. Nanashi vs Loco |

| - 53. Dorothy vs Maira 1 - 54. Dorothy vs Maira 2 - 55. Rolan - 56. Esperança - 57. O Homem que Chegou Atrasado - 58. Ed vs Ali Baba | - 59. Jack vs Pano Revanche 1 - 60. Jack vs Pano Revanche 2 - 61. Snow vs Mr. Hook - 62. Ginta vs Kanocchi 1 - 63. Ginta vs Kanocchi 2 |

| - 64. Alviss vs Rolan 1 - 65. Alviss vs Rolan 2 - 66. Alviss vs Rolan 3 - 67. A loucura de Phantom - 68. De volta aos treinos - 69. Batalha contra as sombras | - 70. Sincronização - 71. Começa a quarta batalha - 72. Alviss vs Mr. Hook 1 - 73. Alviss vs Mr. Hook 2 - 74. Jack vs Kolekkio 1 |

| - 75. Jack vs Kolekkio 2 - 76. Jack vs Kolekkio 3 - 77. Dorothy vs Avrute - 78. Nanashi vs Aqua 1 - 79. Nanashi vs Aqua 2 - 80. Nanashi vs Aqua 3 | - 81. Ginta vs Gillom 1 - 82. Ginta vs Gillom 2 - 83. Ginta vs Gillom 3 - 84. Dorothy vs Rapunzel 1 - 85. Dorothy vs Rapunzel 2 |

| - 86. Dorothy vs Rapunzel 3 - 87. Para Caldia - 88. A verdade 1 - 89. A verdade 2 - 90. Invasores - 91. Luta Feroz | - 92. Batalha Inesperada - 93. As memórias de Baboo - 94. Às vésperas da quinta batalha - 95. Snow vs Emokiss 1 - 96. Snow vs Emokiss 2 |

| - 97. Snow vs Emokiss 3 - 98. Alviss vs Hamelin 1 - 99. Alviss vs Hamelin 2 - 100. Jack vs Candice 1 - 101. Jack vs Candice 2 - 102. Jack vs Candice 3 | - 103. Ginta vs Ash 1 - 104. Ginta vs Ash 2 - 105. Ginta vs Ash 3 - 106. Nanashi vs Galian 1 - 107. Nanashi vs Galian 2 |

| - 108. Nanashi vs Galian 3 - 109. O novo integrante do Zodíaco - 110. O dia de folga de cada um - 111. Alan vs Chaton 1 - 112. Alan vs Chaton 2 - 113. Alviss vs Kohga 1 | - 114. Alviss vs Kohga 2 - 115. Alviss vs Kohga 3 - 116. Dorothy vs Pinokion 1 - 117. Dorothy vs Pinokion 2 - 118. Dorothy vs Pinokion 3 |

| - 119. Snow vs Magical Roe 1 - 120. Snow vs Magical Roe 2 - 121. Snow vs Magical Roe 3 - 122. Ginta vs Ian 1 - 123. Ginta vs Ian 2 - 124. Ginta vs Ian 3 | - 125. O poderoso Zodíaco - 126. Noite anterior à batalha final - 127. Começa a batalha final - 128. Batalha Final dos Jogos de Guerra: Jack vs Vidar 1 - 129. Batalha Final dos Jogos de Guerra: Jack vs Vidar 2 |

| - 130. Batalha Final dos Jogos de Guerra: Jack vs Vidar 3 - 131. Batalha Final dos Jogos de Guerra: Alviss vs Rolan 1 - 132. Batalha Final dos Jogos de Guerra: Alviss vs Rolan 2 - 133. Batalha Final dos Jogos de Guerra: Alviss vs Rolan 3 - 134. Batalha Final dos Jogos de Guerra: Dorothy vs Kimera 1 - 135. Batalha Final dos Jogos de Guerra: Dorothy vs Kimera 2 | - 136. Batalha Final dos Jogos de Guerra: Dorothy vs Kimera 3 - 137. Batalha Final dos Jogos de Guerra: Dorothy vs Kimera 4 - 138. Batalha Final dos Jogos de Guerra: Alan vs Halloween 1 - 139. Batalha Final dos Jogos de Guerra: Alan vs Halloween 2 - 140. Batalha Final dos Jogos de Guerra: Alan vs Halloween 3 |

| - 141. Batalha Final dos Jogos de Guerra: Nanashi vs Peta 1 - 142. Batalha Final dos Jogos de Guerra: Nanashi vs Peta 2 - 143. Batalha Final dos Jogos de Guerra: Nanashi vs Peta 3 - 144. Batalha Final dos Jogos de Guerra: Ginta vs Phantom 1 - 145. Batalha Final dos Jogos de Guerra: Ginta vs Phantom 2 - 146. Batalha Final dos Jogos de Guerra: Ginta vs Phantom 3 | - 147. Batalha Final dos Jogos de Guerra: Ginta vs Phantom 4 - 148. Batalha Final dos Jogos de Guerra: Ginta vs Phantom 5 - 149. Batalha Final dos Jogos de Guerra: Ginta vs Phantom 6 - 150. Para o Castelo de Lestava - 151. Kimera, Ian e Gido |

| - 152. O Fim de Phantom - 153. Destino - 154. Confronto das Irmãs Feiticeiras - 155. A Verdadeira Intenção de Diana - 156. Rei | - 157. Luta Entre Pai e Filho 1 - 158. Luta Entre Pai e Filho 2 - 159. O Fim da Luta - 160. Paz - FINAL AKT. Märchen Awakens Romance |

## O mangá no Brasil
Em agosto de 2010, a editora JBC lançou o mangá, também em formato tankubon e 15 volumes. Em janeiro de 2011 a editora lançou o sexto volume, mas devido aos problemas causados pelo terremoto no Japão, a licenciadora japonesa demorou a aprovar a continuação da série, o que só ocorreu em julho quando foi lançado o sétimo volume da série.